# Östra Skrukeby församling
Östra Skrukeby församling var en församling i Linköpings stift inom Svenska kyrkan i Linköpings kommun i Östergötlands län. Församlingen uppgick 2009 i Åkerbo församling.
Församlingskyrka var Östra Skrukeby kyrka

## Administrativ historik
Församlingen har medeltida ursprung, då med namnet Skrukeby församling som namnändrades till det nuvarande 1750.
Församlingen utgjorde till 17 maj 1821 ett eget pastorat. Från 17 maj 1821 till 1 maj 1924 var församlingen moderförsamling i pastoratet Östra Skrukeby och Lillkyrka. Från 1 maj 1924 till 1962 var församlingen annexförsamling i pastoratet Törnevalla, Östra Skrukeby och Lillkyrka som 1 maj 1932 utökades med Gistads församling. Från 1962 var den annexförsamling i pastoratet Rystad, Östra Harg, Törnevalla, Östra Skrukeby, Lillkyrka, och Gistad som 1978 utökades med Vårdsbergs församling. Från 2006 var församlingen annexförsamling i Åkerbo pastorat. Församlingen uppgick 2009 i Åkerbo församling.
Församlingskod var 058026.

## Kyrkoherdar
Lista över kyrkoherdar i Östra Skrukeby. Prästbostaden Hörninge ligger vid Östra Skrukeby kyrka.
| Ämbetstid | Namn                        | Levnadstid | Övrigt                                      |
| --------- | --------------------------- | ---------- | ------------------------------------------- |
| 1312      | Philippus Ragvaldi          |            |                                             |
| 1350      | Karl                        |            |                                             |
|           | Sveno Pung                  |            |                                             |
|           | Hermannus Magni Grotte      | –1501      |                                             |
|           | Olaus Clementsson           | –1519      |                                             |
|           | Henricus Nicolai            | –1523      |                                             |
| 1523–1524 | Marquardus Petri            | –1524      | Senare kyrkoherde i Vikingstads församling. |
| 1526-1535 | Sveno Henrici               |            |                                             |
| 1552      | Måns                        |            |                                             |
| 1581–1595 | Andreas Ericsson            | –1595      |                                             |
| 1597–1635 | Olof Ericsson Elfsburgius   | –1635      |                                             |
| 1635–1653 | Laurentius Olavi Hulthenius | –1653      |                                             |
| 1655–1693 | Benedictus Haquini Schekta  | 1625–1693  |                                             |
| 1695–1702 | Johannes Wongstadius        | 1656–1702  |                                             |
| 1702–1724 | Samuel Mörtling             | 1664–1724  |                                             |
| 1725–1762 | Pehr Bogman                 | 1687-1724  |                                             |
| 1764–1768 | Anders Widén                | 1707–1768  |                                             |
| 1769–1788 | Magnus Bodling              | 1712–1788  |                                             |
| 1789–1804 | Marcus Tillberg             | 1729–1804  | Kyrkoherde och prost.                       |
| 1805–1816 | Samuel Carl Wetterholm      | 1765–1817  | Senare kyrkoherde i Furingstads församling. |
| 1816–1826 | Sven Peter Egelin           | 1760–1826  | Kyrkoherde och prost.                       |
| 1827-1851 | Carl Magnus Hellström       | 1789–1851  |                                             |
| 1854-1866 | Nils Gustaf Fischer         | 1791-1866  |                                             |
| 1867      | Per Svante Landelius        | 1812–1885  | Senare kyrkoherde i Bankekinds församling.  |
| 1874-1885 | Lars Herman Kinnander       | 1827-1885  |                                             |
| 1886-     | Nicolaus Leonard Andersson  | 1847-      |                                             |

## Klockare och organister[5]
| Ämbetstid  | Namn                         | Levnadstid | Övrigt                        |
| ---------- | ---------------------------- | ---------- | ----------------------------- |
| 1679       | Bengt                        |            | Klockare                      |
| 1685-1693  | Per                          |            | Klockare och organist         |
| 1695-1703  | Per Jonsson                  |            | Klockare                      |
| 1704-1706  | Carl                         |            | Klockare                      |
| 1707-1722  | Anders                       |            | Klockare                      |
| 1734–1737  | Anders Gustafsson Westergren | 1675–1737  | Klockare och organist         |
| 1737–1766  | Eric Westergren              | 1715–1766  |                               |
| 1766-1795? | Samuel Wåhlander             | 1738-1795? |                               |
| 1795–1807  | Peter Lindholm               | –1807      |                               |
| 1807–1810  | Anders Strömberg             | –1810      |                               |
| 1810–1821  | Jan Berggren                 | 1779–      |                               |
| 1821–1825  | Nils Ölander                 | 1797–      |                               |
| 1826–1831  | Sven Peter Petersson         | 1805–      |                               |
| 1831–1855  | Anders Brinkman              | –1855      | Klockare och organist         |
| 1855–1876  | Gustaf Brinkman              | 1827–1876  | Klockare och organist         |
| –1907      | Anders Fredrik Johansson     | 1848–1913  |                               |
| 1907–1909  | Rudolf Appelqvist            | 1886–      |                               |
| 1911–1916  | Martin Olofsson              | 1887–      |                               |
|            | Anders Adell                 | 1885–1938  |                               |
|            | Ingeborg Kjellén             | 1903–      |                               |
| 1930–1942  | Mårten Schander              | 1905-1992  | Organist, klockare och lärare |
| 1943–1965  | Ragnar Strindmark            | 1907–      |                               |